# Botiinae
La sottofamiglia Botiinae comprende alcune specie di pesci della famiglia Cobitidae.

## Generi
La sottofamiglia comprende 7 generi:
- Botia
- Chromobotia
- Leptobotia
- Parabotia
- Sinibotia
- Syncrossus
- Yasuhikotakia